# Wapes
Wapes (World Association of Public Employment Services) är en internationell organisation för offentliga arbetsförmedlingar. Organisationen erbjuder erfarenhetsutbyte, goda exempel och nätverksaktiviteter i form av konferenser, workshops, seminarier och studiebesök. Medlemmarna är offentliga arbetsförmedlingar eller arbetsmarknadsmyndigheter.

## Organisation
Wapes är en ideell organisation som lyder under belgisk lag. Vid generalförsamlingen vart tredje år väljer Wapes medlemmar styrelse, kassör, revisor och ordförande för organisationen. År 2012 valdes Sverige till ordförandeland och ordförandeskapet fram till 2015 innehades av svenska Arbetsförmedlingen. Arbetsförmedlingens tillförordnade generaldirektör Clas Olsson valde, när han tillträdde i augusti 2013, att utse Elisabet Arp (chef för Arbetsförmedlingens internationella stab) att leda Wapes styrelse under det resterande svenska ordförandskapet. 

## Historik
Wapes startades 1988 av arbetsförmedlingarna i Frankrike, Kanada, Nederländerna, USA, Sverige, Tyskland och FN-organisationen Internationella arbetsorganisationen (ILO). Syftet var att få en informell plattform för erfarenhetsutbyte mellan världens offentliga arbetsförmedlingar.
I början var Wapes sekretariat knutet till ILO:s huvudkontor i Genève, men relativt snart startades ett fristående sekretariat med stöd av Frankrike, Kanada och Österrike. Sedan 2003 finns Wapes sekretariat i Bryssel i VDAB:s (flamländska arbetsförmedlingens) lokaler. Antalet medlemmar har hela tiden ökat och i dag har Wapes 95 medlemsländer vars arbetsmarknadsmyndigheter har över en  miljon medarbetare.

## Mål

### Vision
Wapes är det enda internationella nätverket för beslutsfattare bland världens offentliga arbetsförmedlingar. Genom erfarenhetsutbyte inom och mellan olika regioner i världen bidrar Wapes till ökad kunskap om arbetsmarknad, migration och utbildning.

### Huvudsakliga utmaningar
Den offentliga arbetsförmedlingen har en nyckelroll när det gäller att genomföra en effektiv arbetsmarknadspolitik och stödja arbetssökande och arbetsgivare på en föränderlig arbetsmarknad. Offentliga arbetsförmedlingar kan till exempel stödja individer som har svag förankring på arbetsmarknaden med kontakter och nätverk. De kan bidra till en ökad rörlighet på arbetsmarknaden och därigenom öka chanserna för arbetsgivare att hitta den mest lämpade för jobbet. Arbetsförmedlingar kan också erbjuda arbetsmarknadsinformation och yrkesrådgivning för personer med svagare ställning på arbetsmarknaden. I många länder kan även lärlings- eller praktikplatser förmedlas och arbetsmarknadsutbildningar erbjudas, utifrån behov och förutsättningar. 
Det sker stora förändringarna på den globala arbetsmarknaden och allt fler jobb är tillfälliga. Många länder har en hög strukturell arbetslöshet och stora grupper står långt ifrån arbetsmarknaden, bland annat på grund av brist på relevant utbildning. För att möta förändringarna krävs flexibilitet och kompetensutveckling under hela arbetslivet. Offentliga arbetsförmedlingar har idag en rad utmaningar. Många länders regeringar ökar kraven på sina arbetsförmedlingar, samtidigt som resurserna minskar. Dessutom har privata alternativ till offentliga arbetsförmedlingar börjat växa fram. I många länder samarbetar de offentliga arbetsförmedlingarna med många olika partners på arbetsmarknaden.

### Huvudområden i fokus
Under perioden 2012–2015 fokuserade Wapes på att stärka sin roll:  
- som en aktiv och global partner när det gällde frågor kring arbetsmarknad och rekrytering
- som en stark organisation när det gällde  kompetensförsörjning och erfarenhetsutbyte
- när det gällde stöd i bistånds- och utvecklingsfrågor för medlemmar eller regioner

Att stärka och utveckla all form av kommunikation var en viktig del av detta.
Följande områden var särskilt i fokus under 2012–2015, enligt de strategiska riktlinjer som fastställdes av styrelsen hösten 2012:
- ungdomsarbetslöshet
- kompetensförsörjning, för att säkerställa att offentliga arbetsförmedlingar kan möta framtida utmaningar på arbetsmarknaden

Andra viktiga områden för Wapes var  generationsväxlingen och en förbättrad rörlighet på arbetsmarknaden. Följande milstolpar skulle ha uppnåtts 2015:[uppföljning saknas]
- En bättre förståelse för goda exempel i världen när det gäller ungdomars etablering på arbetsmarknaden
- En bättre förståelse för otraditionella samarbeten med arbetsgivare för att förebygga ungdomsarbetslöshet
- En bättre förståelse för nya sätt att nå ungdomar längst ifrån arbetsmarknaden
- En bättre förståelse för livslångt lärande som ett sätt att möta nya krav på arbetsmarknaden
- En bättre förståelse för hur man kan nå människor som inte är etablerade på arbetsmarknaden